# Tecnifibre
 (décembre 2012).
Si vous disposez d'ouvrages ou d'articles de référence ou si vous connaissez des sites web de qualité traitant du thème abordé ici, merci de compléter l'article en donnant les références utiles à sa vérifiabilité et en les liant à la section « Notes et références ».

Ancien logo de Tecnifibre

Tecnifibre est une marque française d'articles de sport spécialisée dans le matériel  de tennis, de squash et de padel, et créée par Thierry Maissant, un entrepreneur diplômé d'HEC Paris et de l'université Paris-Dauphine, passionné de tennis, et Hermano da Silva Ramos, ancien pilote de Formule 1.
Elle a initialement été lancée en 1980 en tant que marque de cordages par sa maison-mère, Major Sports, entreprise née un an plus tôt, en 1979, dont le nom était alors utilisé notamment pour les cadres.
À partir de 2002, Tecnifibre devient progressivement la marque commerciale de l'ensemble des produits fabriqués par Major Sports, qui demeure néanmoins la raison sociale de l'entreprise. Deux ans plus tard, en 2004, les premières raquettes spécifiquement siglées Tecnifibre font leur apparition et remplacent les anciens modèles Major Sports.
Tecnifibre, au travers de Major Sports, emploie 35 personnes environ et réalise 25 millions d'euros de chiffre d'affaires en 2016. La marque est, depuis 2013, le partenaire officiel de l'ATP World Tour et fournit les raquettes, cordages, sacs et accessoires sur les différents tournois.
Le 31 août 2017, Maus Frères Holding officialise le rachat de 80 % du capital de Major Sports avec l'ambition de porter davantage la marque Technifibre sur le plan international et d'accélérer le développement des produits estampillés Lacoste, grâce à une synergie entre les deux marques.

## Tennis

### Historique
(novembre 2016).

#### Dates-clé
1979 : création de Major Sports par Thierry Maissant et Hermano da Silva Ramos.
1980 : création de Tecnifibre pour la fabrication et la commercialisation de cordages
1981 : entrée de Cousin Frères dans le capital de Major Sports et début du partenariat industriel dans lequel le premier fabriquera les cordages Tecnifibre pour le second.
1985 : lancement de la distribution par Major Sports des machines à corder fabriquées par Spenle-Pizzera près de Villeurbane.
1987 : début du partenariat entre Major Sports et la Fédération Française de Tennis, permettant à Tecnifibre de devenir le cordeur officiel des tournois de Roland-Garros et de Paris-Bercy.
2000 : Major Sports se lance dans la fabrication de balles de tennis en rachetant une usine en Thaïlande et en créant sa filiale MSP
2002 : Tecnifibre devient la marque commerciale de l'ensemble des produits conçus par Major Sports. Le nom de la société demeure en tant que raison sociale mais disparaît progressivement en tant que marque.
2003 : Tecnifibre signe un accord de distribution exclusif avec Bridgestone pour affirmer sa présence en Asie.
2004 : lancement des premières raquettes Tecnifibre, en remplacement des modèles Major Sports.
2006 : lancement d'une gamme de raquettes spécifiquement développée pour la gent féminine et dénommée "T-Rebound".
2009 : Tecnifibre lance NEXT, un programme événementiel dont le joueur serbe, Janko Tipsarević, est l'ambassadeur dès 2009. Accompagnement, personnalisation des projets et préparation du matériel, NEXT offre les meilleures conditions aux futurs champions.
2013 : Tecnifibre devient partenaire officiel de l'ATP World Tour, jusqu'en 2017. La marque est ainsi également sponsor officiel des Barclays ATP World Tour Finals à Londres.
2017 : Maus Frères Holding annonce le 31 août sa prise de participation à la hauteur de 80 % dans le capital de Major Sports et devient propriétaire de Tecnifibre le 1er octobre. 

#### Les débuts
Thierry Maissant, passionné de tennis, ambitionne d'apporter aux pratiquants de ce sport des produits adaptés à leurs besoins et à leur niveau. Diplômé de HEC et de l'Université de Paris-Dauphine, il crée, avec l'aide de l'ancien pilote de Formule 1 Hermano da Silva Ramos, Major Sports, en 1979. Cette entreprise aura pour objectif de concevoir sous son propre nom des raquettes de tennis répondant aux objectifs de technicité souhaités par Thierry Maissant.
Un an plus tard, en 1980, Major Sports diversifie son activité en lien avec le tennis et se lance dans la fabrication de cordages. La compagnie crée à cette fin une nouvelle marque dédiée, Tecnifibre.
Mais c'est en 1981 que Tecnifibre prend réellement son envol dans le domaine du cordage lorsque Major Sports s'associe à la société Cousin Frères, basée dans le Nord et spécialisée dans la production de tresses et de cordes. Cette dernière, entrée dans le capital de Major Sports, devient son partenaire industriel et produit en France la totalité des cordages Tecnifibre.
Les premiers modèles de cordage seront lancés peu après, avec l'objectif de combiner les qualités de toucher et de confort du boyau naturel avec la résistance du nylon, ces deux autres matières étant alors très utilisées à cette époque. Ils auront pour particularité d'être constitués en partie de polyuréthane, un polymère d'uréthane dont l'utilisation dans ce domaine d'application est présenté comme révolutionnaire. Par la suite, la marque développe son expertise dans l'intégration de ce matériau dans les cordages, en particulier ceux de type multifilaments, et met au point son propre procédé, dit “PU400 inside”. Cette expérience et cette maîtrise industrielle permettront ensuite à la marque de tenir un rang de leader en Europe sur ce secteur (en valeur).

#### Les partenariats internationaux et la diversification de l'activité
Très vite, Major Sports souhaite développer la marque Tecnifibre à l'international. La compagnie équipe dans cet objectif des joueurs professionnels avec ses propres cordages dès 1982 : le numéro 4 mondial de cette année, José Luis Clerc, sera le premier à utiliser un cordage Tecnifibre sur le circuit.
L'année suivante, en 1983, et toujours dans cette optique d'internationalisation de la marque Tecnifibre, un partenariat est signé avec l'US Open, faisant de la firme française le cordeur officiel du tournoi américain du Grand Chelem.
Poursuivant sur cette lancée, Major Sports décide de renforcer son expertise dans le domaine du cordage, autant pour la fabrication que pour la pose. A cette fin, la compagnie se lance en 1985 dans la distribution de machines à corder sous le nom de Tecnifibre et s'associe pour cela à Spenle-Pizzera, une société française basée à Vaulx-en-Velin, près de Villeurbanne dans le Rhône, qui en assurera la fabrication.
Cela lui permettra de développer une réelle compétence dans ce domaine, dont la réputation sera renforcée par la signature d'un partenariat avec la Fédération Française de Tennis en 1987 pour faire de Tecnifibre le cordeur officiel des tournois de Roland-Garros et de Paris-Bercy.
Les efforts de Major Sports dans le domaine du cordage offriront à Tecnifibre la reconnaissance internationale recherchée. Ainsi, les cordages de la marque sont désignés numéro 1 des modèles synthétiques par la "United States Racquet Stringers Association" lors d'un sondage effectué en 1999.
La balle de tennis reste le dernier maillon manquant à Major Sports dans l'activité de fabrication du matériel destiné à la pratique de ce sport. Le groupe comblera dans un premier temps cela en renforçant son partenariat avec la FFT et en distribuant, dès 1998, la balle officielle "Roland Garros". Mais c'est en mai 2000 qu'il deviendra un fabricant de balles à part entière, en faisant l'acquisition d'une usine spécialisée dans le domaine, à Chonburi en Thaïlande, pour 1,4 million d'euros. Celle-ci devient à cette occasion une filiale de Major Sports et porte le nom de MSP. Elle sera cédée quelques années plus tard au japonais Bridgestone, qui continuera néanmoins à produire des balles de marque Tecnifibre. L'entreprise nipponne était depuis 2003 le partenaire exclusif de Major Sports pour la distribution des produits Tecnifibre en Asie.
Major Sports cessera la distribution des balles Roland Garros au terme de l'accord avec la FFT en 2008 ; son concurrent français Babolat prendra la suite.

#### Le retrait de la marque Major Sports et la mise en avant de Tecnifibre
En 2002, Major Sports décide d'étendre davantage son positionnement à l'international. Partant du constat que la marque Tecnifibre est bien mieux installée sur les marchés étrangers que la marque Major Sports, la compagnie prend le parti de regrouper l'ensemble de ses produits sous la première.
Le nom du groupe reste toutefois inchangé, seule la marque commerciale disparaît au profit du nom jusqu'ici porté par les cordages, les machines à corder et les balles. Ainsi, les raquettes Major Sport quittent progressivement les étals des magasins, et en 2004, les premières raquettes Tecnifibre font leur apparition.
La marque gagne encore en visibilité internationale lorsqu'en 2013, elle signe un accord de 4 ans pour devenir le partenaire officiel de l'ATP World Tour. L'entreprise fournit les raquettes, cordages, sacs et accessoires officiels de l'ATP, tout en devenant le sponsor officiel des Barclays ATP World Tour Finals à Londres.

#### Le rachat par Lacoste Holding
Le 31 août 2017, Lacoste Holding annonce le rachat de 80 % du capital de Major Sports, pour une prise de contrôle effective au 1er octobre de la même année. Le nouveau propriétaire compte sur les synergies entre les marques Lacoste et Tecnifibre pour développer un ensemble de produits techniques pour la première et pour renforcer la présence internationale de la seconde.

### Produits

#### Raquettes
En 2004, au retrait de la marque Major Sports, Tecnifibre lance ses propres raquettes de tennis pour la compétition. Deux gammes se distinguent aujourd'hui avec la série « T-Flash » et la série « T-Fight », la première axée sur le joueur très offensif, la seconde plus adaptée aux joueurs patients destinés à construire le point. Elles sont toutes deux déclinées sous différents poids.
Tecnifibre prend conscience des spécificités liées au tennis féminin et crée en 2006 une gamme spécialement destinée aux joueuses : la série « T-Rebound ».
La marque propose également  2 gammes « tout public » (All in one et Essencials), à destination des joueurs occasionnels ou débutants et des pratiquants loisir non-compétiteurs. 

#### Cordages
Tecnifibre a bâti sa réputation et son expertise sur le cordage à partir des modèles multifilaments et de son procédé interne dit “PU400 inside”. Les cordages de la gamme "TGV", son best-seller, ceux de la gamme "NRG²", conçus pour la puissance, et ceux de la gamme "X-One", son premium, constituent les trois références phares de la marque et sont chacun construits autour d'un cœur constitué de fibres synthétiques immergées dans du polyuréthane. 
Un autre cordage de type multifilaments est également proposé. Dénommé "Duramix", il se base sur une construction moins élaborée, à base de fibres en polyester et en polyamide, à moitié chacune. Il est plus simple de conception, mais aussi plus abordable. 
Entre l'entrée de gamme "Duramix" et les trois haut de gamme basés sur le procédé "PU400 inside", la marque propose un cordage multifilaments composé, par tiers, de fibres Elastyl, polyester et Thermostabyl, le "HDX Tour". 
Enfin, Tecnifibre propose également un ensemble de cordages monofilament, en co-polyester, tels que les "Black Code", les "Razor Code" ou encore les "Red Code", ainsi qu'un cordage constitué d'un ensemble de monofilaments entouré de fibres multifilaments, le "XR3".

## Squash
L'ensemble des actions menées par Tecnifibre est également d'actualité dans le squash, sport au sein duquel la marque est reconnue avec notamment deux joueurs figurant dans le top 10 mondial, Thierry Lincou et Wael El Hindi. On peut aussi citer l'Égyptien Mohamed El Shorbagy, champion du monde 2017.
- 2001 : fort de ses succès avec le fameux cordage 305 vert, Tecnifibre lance sa première gamme de raquettes de squash. Le Français Thierry Lincou est choisi pour représenter la marque.
- 2008 : reconnu pour la qualité de ses raquettes et cordages, Tecnifibre s'associe avec la fédération anglaise de squash et étend ainsi sa présence sur le marché.
- 2016 : Tecnifibre est le partenaire des deux numéros 1 mondiaux, avec Mohamed El Shorbagy chez les hommes et Nour El Sherbini chez les femmes. Les deux champions jouent avec la raquette Carboflex 125 S.